# Hemmung (Recht)
Die Hemmung betrifft im Zivilrecht den Zeitraum während einer Verjährungsfrist, innerhalb dessen diese Frist wegen bestimmter Hemmungsgründe zum Stillstand kommt und nach Wegfall der Gründe weiterläuft. Im Strafprozess- und Verwaltungsrecht bewirkt die Hemmung, dass ein Gerichtsurteil oder ein Verwaltungsakt nicht rechtswirksam wird, bevor über ein eingelegtes Rechtsmittel abschließend entschieden ist.

## Allgemeines
Der Rechtsbegriff Hemmung bedeutet allgemein, dass die Rechtswirksamkeit eines Anspruchs oder eines Urteils hinausgeschoben wird, weil es Gründe gibt, den Betroffenen vorläufig vor ihr zu schützen, bis die Gründe entfallen sind. Die Hemmung gibt Betroffenen Gelegenheit, eigene Rechte wahrzunehmen, ohne dass ihnen eine Fristversäumnis mit ihren negativen Rechtsfolgen droht. Hemmung bedeutet, dass der Zeitraum, während dessen die Verjährung gehemmt ist, in die Verjährungsfrist nicht eingerechnet wird.

## Zivilrecht
Hemmungen gibt es im Zivilrecht vor allem im Bereich der Verjährung. Hier gibt es die so genannte Anlaufhemmung (§§ 207 BGB und § 208 Satz 1 und 2 BGB) gleich zu Beginn der Verjährung und die Ablaufhemmung (§§ 203 Satz 2 und § 206 BGB), wenn die Verjährung nicht vor Ablauf einer bestimmten Frist nach dem Eintritt bestimmter Umstände eintritt.

### Verjährung
Innerhalb der Verjährungsfrist hat der Schuldner die Pflicht, einen Anspruch des Gläubigers (etwa die Kaufpreiszahlung aus einem Kaufvertrag) fristgemäß und vollständig zu erfüllen. Läuft eine Verjährungsfrist ab, kann der der Verjährung unterliegende Anspruch vom Gläubiger nicht mehr geltend gemacht werden. Denn dem Schuldner steht die Einrede der Verjährung zu, die dazu führt, dass der Anspruch dauerhaft – auch gerichtlich – nicht durchsetzbar ist.

#### Hemmungsgründe
Das Gesetz kennt nur eine begrenzte Anzahl von Hemmungsgründen. Dazu gehören vor allem:
- Schwebende Verhandlungen: wenn sich zwischen dem Schuldner und dem Gläubiger Verhandlungen über den Anspruch oder die den Anspruch begründenden Umstände in der Schwebe befinden, ist die Verjährungsfrist gehemmt (§ 203 BGB). Dazu gehören auch die Fälle, in denen ein Besteller beim Werkvertrag Mängel rügt und der Unternehmer darauf eine Überprüfung vornimmt, bis zu dem Zeitpunkt, in dem Mängelansprüche endgültig abgelehnt werden.
- Rechtsverfolgung: Die Verjährungsfrist wird insbesondere gehemmt durch (§ 204 BGB)
  - Klageerhebung (Klageerhebung bedeutet Zustellung der Klageschrift an den Beklagten),
  - Zustellung des Mahnbescheids im (gerichtlichen) Mahnverfahren an den Antragsgegner,
  - Einreichung eines Güteantrages bei einer staatlich eingerichteten oder anerkannten Gütestelle,
  - Zustellung einer Streitverkündung oder
  - Zustellung eines Antrags auf Durchführung eines selbständigen Beweisverfahrens.
- Leistungsverweigerungsrecht: Steht dem Schuldner ein Leistungsverweigerungsrecht zu (§ 205 BGB), ist die Verjährung gehemmt (Hauptfall: nachträgliche Stundung).
- Durch höhere Gewalt tritt Hemmung der Verjährung ein (§ 206 BGB).
- Hemmung in der Familie und ähnliche Fälle: Nach § 207 BGB ist die Verjährung gegenseitiger Ansprüche zwischen Ehegatten und eingetragenen Lebenspartnern während der Dauer der Ehe bzw. Lebenspartnerschaft gehemmt. So beginnt beispielsweise der Schadensersatzanspruch gegen einen Ehegatten, der eine dem anderen Ehegatten gehörende Sache schuldhaft beschädigt hat, erst mit Rechtskraft des Scheidungsurteils zu verjähren. Die Verjährung zwischen einem Kind und seinen Eltern oder dem Ehegatten oder eingetragenen Lebenspartner eines Elternteils ist bis zur Vollendung des 21. Lebensjahrs des Kindes gehemmt. Die Verjährung zwischen Vormund und Mündel ist während der Dauer der Vormundschaft, die Verjährung zwischen Betreuer und Betreutem während der Dauer der Betreuung und die Verjährung zwischen Pfleger und Pflegling während der Dauer der Pflegschaft gehemmt.
- Sexuelle Selbstbestimmung: Ansprüche wegen Verletzung der sexuellen Selbstbestimmung sind bis zur Vollendung des 21. Lebensjahrs des Gläubigers gehemmt (§ 208 BGB). Lebt der Gläubiger von Ansprüchen wegen Verletzung der sexuellen Selbstbestimmung bei Beginn der Verjährung mit dem Schuldner in häuslicher Gemeinschaft, ist die Verjährung bis zur Beendigung der häuslichen Gemeinschaft gehemmt.

Dieser geschlossene Katalog (Numerus clausus) ist nicht beliebig erweiterbar. Nur ein in diesen Vorschriften enthaltener Tatbestand löst die Hemmung der Verjährungsfrist aus. Die Hemmung endet in den Fällen der Rechtsverfolgung sechs Monate nach rechtskräftiger Entscheidung, anderweitiger Beendigung oder (bei Stillstand wegen Nichtbetreiben des Verfahrens durch die Parteien) der letzten Verfahrenshandlung (§ 204 Abs. 2 BGB).
Entgegen einer weit verbreiteten Meinung ist die (außergerichtliche) Mahnung als solche kein Hemmungsgrund. Einzige Ausnahme bildet die Hemmung eines Verbraucherdarlehens bei verzugsauslösender Mahnung um 10 Jahre (§ 497 Abs. 3 BGB).

#### Verjährungsfristen
In den §§ 195 ff. BGB sind die folgenden Verjährungsfristen vorgesehen:
- Regelverjährung: drei Jahre (§ 195 BGB),
- Verjährungsfrist von Rechten an einem Grundstück und grundstücksgleichen Recht: zehn Jahre (§ 196 BGB) und
- Verjährungsfrist von bestimmten Ansprüchen: 30 Jahre (§ 197 BGB)

Diese verlängern sich um den Hemmungszeitraum, wenn es Hemmungsgründe oder Gründe für einen Neubeginn der Verjährungsfrist gibt.

### Sonstige Arten
Erhebt der Bürge die Einrede der Vorausklage, ist die Verjährung des Anspruchs des Gläubigers gegen den Bürgen gehemmt, bis der Gläubiger eine Zwangsvollstreckung gegen den Hauptschuldner ohne Erfolg versucht hat (§ 771 Satz 2 BGB). Der Lauf der 30 Jahre dauernden Frist ist bei der Buchersitzung gehemmt, solange ein Widerspruch gegen die Richtigkeit der Eintragung im Grundbuch steht (§ 900 Abs. 1 BGB). Ein nach § 2249, § 2250 oder § 2251 BGB errichtetes Nottestament gilt als nicht errichtet, wenn seit der Errichtung drei Monate verstrichen sind und der Erblasser noch lebt (§ 2252 BGB). Beginn und Lauf dieser Frist sind gehemmt, solange der Erblasser außerstande ist, ein Testament vor einem Notar zu errichten.

### Rechtswirkung
In § 209 BGB wird bestimmt, dass der Zeitraum, während dessen die Verjährung gehemmt ist, in die Verjährungsfrist nicht eingerechnet wird. Das hat zur Folge, dass die durch Hemmung unterbrochene Verjährungsfrist zum Stillstand kommt und nach Wegfall der Hemmung weiterläuft.

## Strafprozessrecht
Der Suspensiveffekt bewirkt hier, dass die Gerichtsentscheidung nicht rechtswirksam wird, bevor über das Rechtsmittel abschließend entschieden ist.
Im Strafprozessrecht wird durch den Antrag auf Wiedereinsetzung in den vorigen Stand die Vollstreckung einer gerichtlichen Entscheidung nicht gehemmt (§ 47 Abs. 1 StPO). Auch die Einlegung einer Beschwerde hemmt den Vollzug der angefochtenen Entscheidung nicht (§ 307 Abs. 1 StPO), die Vollziehung der angefochtenen Entscheidung kann jedoch auf Antrag ausgesetzt werden (§ 307 Abs. 2 StPO). Durch rechtzeitige Einlegung der Berufung wird dagegen die Rechtskraft des Urteils gehemmt (§ 316 Abs. 1 StPO), das gilt auch gemäß § 343 Abs. 1 StPO bei der Revision. Das bedeutet, dass die im Strafurteil verhängte Gefängnisstrafe nicht angetreten werden muss, bis über das eingelegte Rechtsmittel abschließend entschieden ist. Der Antrag eines Strafgefangenen auf gerichtliche Entscheidung hat keine aufschiebende Wirkung (§ 114 Abs. 1 StVollzG).
Während des laufenden Strafprozesses wird mit der Erkrankung eines Angeklagten die Unterbrechungsfrist der Hauptverhandlung kraft Gesetzes gehemmt (§ 229 Abs. 3 StPO), wenn sie davor an mindestens zehn Tagen stattgefunden hat. Beginn und Ende der Hemmung stellt das Gericht durch unanfechtbaren Beschluss fest.

## Verwaltungsrecht
Ein Verwaltungsakt, der zur Feststellung oder Durchsetzung des Anspruchs eines öffentlich-rechtlichen Rechtsträgers erlassen wird, hemmt gemäß § 53 Abs. 1 VwVfG die Verjährung dieses Anspruchs. Die Hemmung endet mit Eintritt der Unanfechtbarkeit des Verwaltungsaktes oder sechs Monate nach seiner anderweitigen Erledigung. Ist ein Verwaltungsakt im Sinne des § 53 Abs. 1 VwVfG unanfechtbar geworden, beträgt die Verjährungsfrist 30 Jahre (§ 53 Abs. 2 VwVfG). Ein bloßer Rechtsirrtum der Behörden reicht für die Annahme einer Verjährung nicht aus. Entfalten Widerspruch oder Anfechtungsklage ausnahmsweise keine aufschiebende Wirkung, sehen § 80 Abs. 4 VwGO und § 80a Abs. 1 Nr. 2 VwGO die Möglichkeit vor, die Vollziehung behördlich auszusetzen. Diese behördliche Aussetzung hemmt vorläufig die Wirksamkeit eines Verwaltungsakts (streitig).
Durch Erhebung der Klage vor dem Finanzgericht wird die Vollziehung des angefochtenen Verwaltungsakts nicht gehemmt, insbesondere die Erhebung einer Abgabe nicht aufgehalten (§ 69 Abs. 1 FGO).

## International
In Österreich schiebt die Hemmung den Beginn oder die Fortsetzung einer Verjährung hinaus (§ 1494 ff. ABGB). Als Hemmungsgründe gibt es den „Mangel der Geisteskräfte“ (§ 1494 ABGB), bestimmte Familienverhältnisse (§ 1495 ABGB), Abwesenheit in öffentlichen Diensten und Stillstand der Rechtspflege (§ 1496 ABGB).
Die Hemmung – in der Schweiz zumeist Hinderung oder Stillstand der Verjährung genannt – ist für die Verjährungsfristen des schweizerischen Privatrecht in Art. 134 OR geregelt; diese Norm ist, mindestens analog, in fast allen Fällen auch für die Verjährungsfristen im öffentlichen Recht des Bundes und der Kantone anwendbar. Hemmungsgründe sind einerseits eine so nahe Beziehung zwischen Gläubiger und Schuldner, dass dem Gläubiger die Verfolgung seiner Ansprüche nicht zugemutet werden kann (etwa während der Dauer einer Ehe), andererseits auch die Unmöglichkeit, das Recht vor einem schweizerischen Gericht geltend zu machen. Es gibt neben den Hemmgründen in Art. 134 Abs. 1 OR vereinzelt noch weitere, über das ganze Recht verstreute Hemmgründe. Verwirkungsfristen können grundsätzlich nicht gehemmt werden.